# Aeroportul Guiyang Longdongbao
Aeroportul Guiyang Longdongbao (IATA: KWE, ICAO: ZUGY) este un aeroport din Nanming District⁠(d), Guiyang, Guizhou, Republica Populară Chineză ce deservește zona Guiyang. Aeroportul a fost tranzitat în 2022 de 9.797.755 de pasageri. A fost deschis în 28 mai 1997.
Situat la o altitudine de 1.139 m, aeroportul dispune de o singură pistă.